# Čekanka obecná

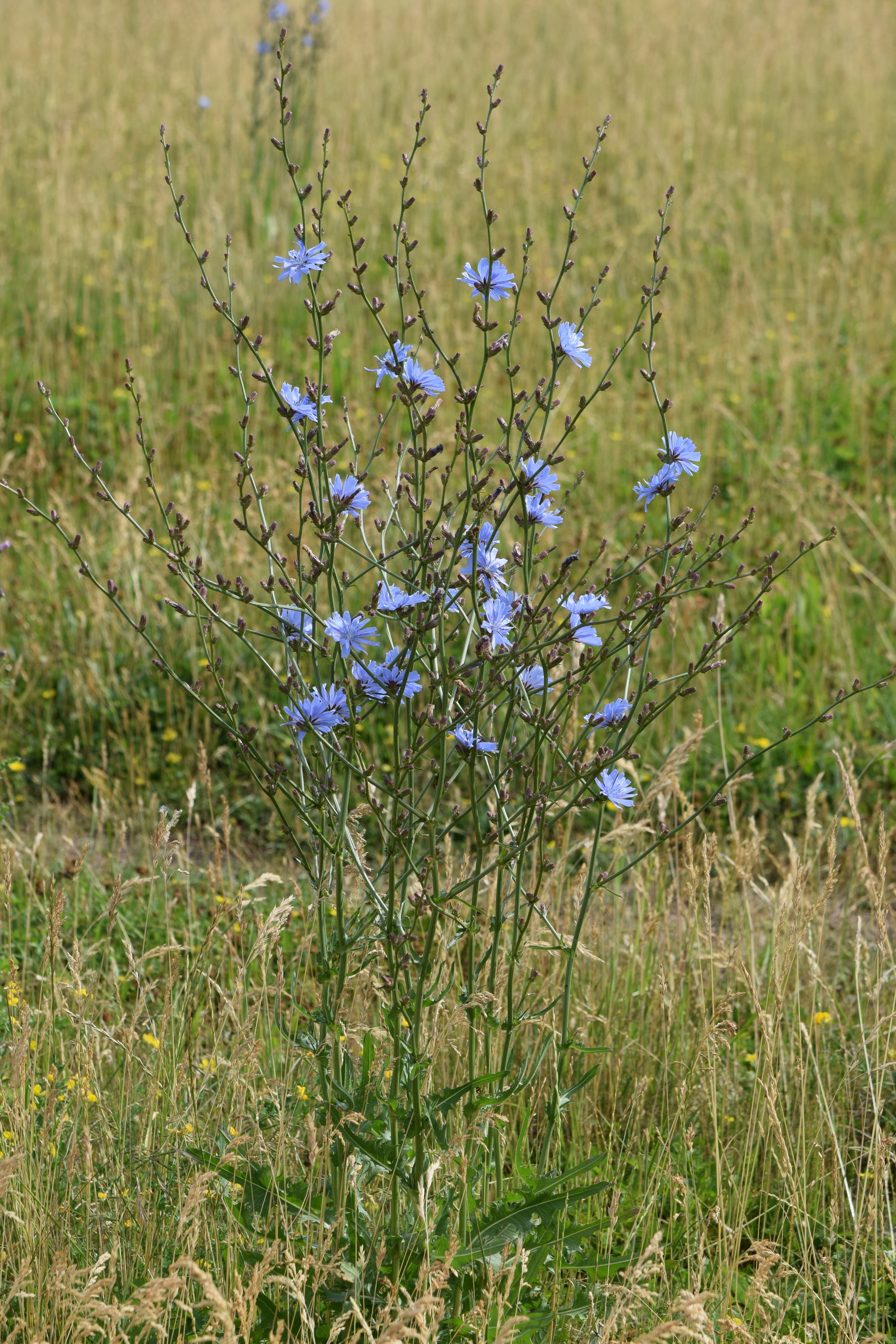
Čekanka obecná

Čekanka obecná (Cichorium intybus) je rostlina patřící do čeledi hvězdnicovité (Asteraceae). Je to vytrvalá až jeden metr vysoká bylina s tuhým stonkem. Kvete od července do října, přičemž její květy jsou 3–4 cm široké, obvykle jasně modré, mohou se ale objevit odchylky ve zbarvení, a to od bílé až po bledě růžovou. Rostlinku je možné nalézt ve volné přírodě poměrně hojně v okolí cest, polí, luk, lesů a strání. Vypadá, jako by byla u cesty na stráži, na čekané; odtud německý (Wegwarte) i český název. Podle lidové pověsti je čekanka proměněná dívka, která teskně čeká na návrat svého milého. Kromě oblastí s extrémními životními podmínkami, jako je např. Antarktida a Grónsko, lze říci, že čekance se daří kdekoli na světě.
Čekanka je velice cennou léčivou bylinou. Nezaměnitelnými vlastnostmi oplývají prakticky všechny její části.

## Druhy čekanky

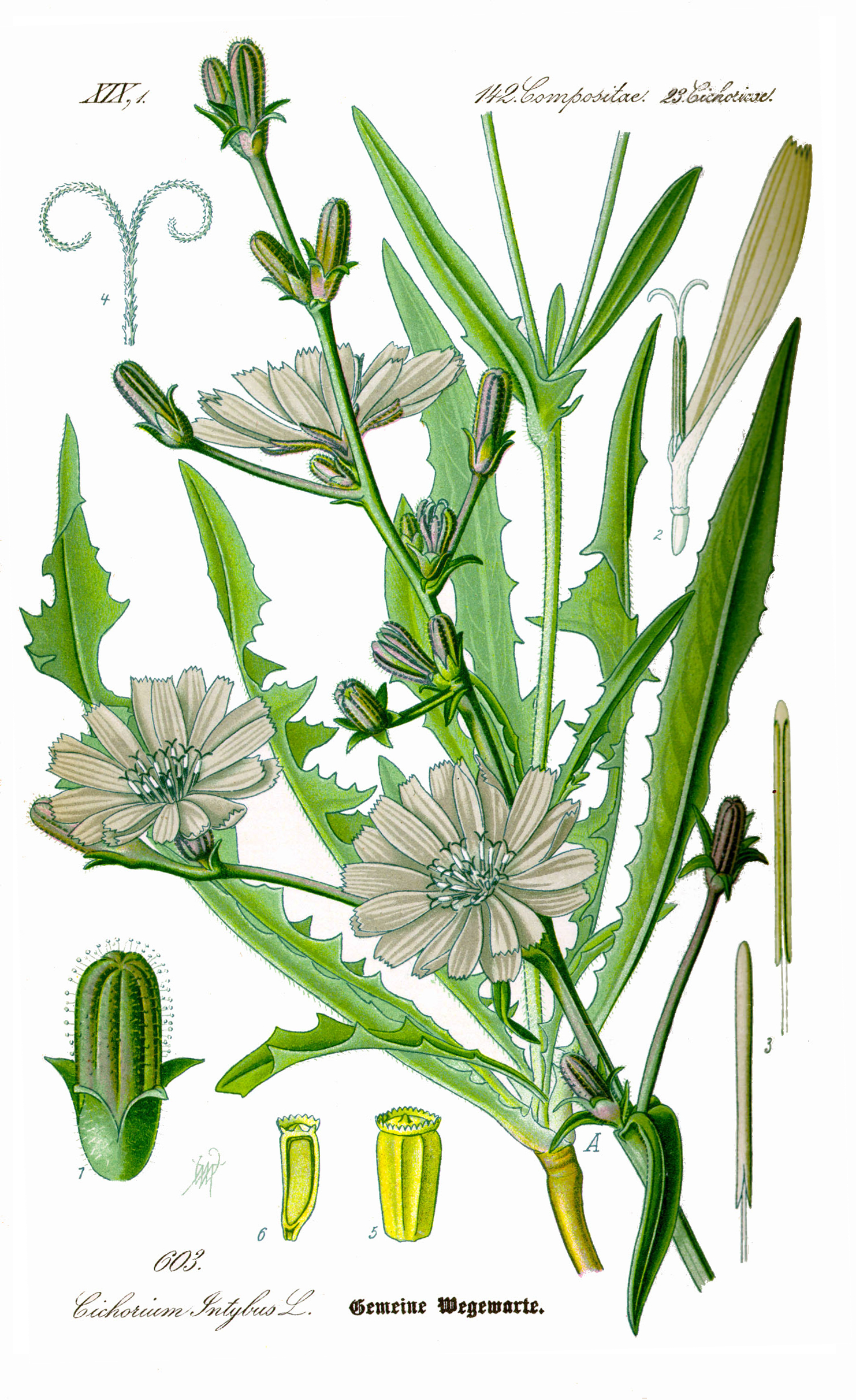
Čekanka obecná - ilustrace

V dnešní době jsou známé spíše poddruhy čekanky, které se pěstují cíleně, těmi jsou: čekanka obecná setá, z jejíhož kořene se pražením připravuje všem známá náhražka kávy s názvem cikorka. Kolem roku 1970 vědci zjistili, že kořen čekanky obsahuje až na 20 % inulinu. Od té doby existují teorie[které?], že čekanka má obsah inulinu srovnatelný s obsahem inulinu v cukrové řepě.[zdroj⁠?!] Inulin je obsažen zejména v rostlinách z čeledi Asteraceae a v běžném potravinářském průmyslu se používá jako sladidlo. Inulin je o 30 % silnějším sladidlem než sacharóza. Inulin je možné hydrolýzou přeměnit na fruktózu či glukózu.

## Použití
Čekanka byla spolu s cukrovou řepou a žitem užívána jako ingredience pro výrobu tzv. Mischkaffee (míchané kávy), jež byla hojně vyráběna během tzv. kávové krize (1976–1979) ve východním Německu. V České republice pod názvem Melta.
Z čekankového kořene se vyrábí též sirup, který se používá jako zdravější alternativa cukru. Čekankový sirup má polotekutou podobu a je přirozeně sladký. Lze ho používat nejen do nápojů, ale rovněž pokrmů teplé i studené kuchyně.
Pražená čekanka je také hojně využívána pivovarníky pro vylepšení chuti jejich piva.

### Léčivé účinky
Lidová medicína předpokládá poměrně široké léčivé vlastnosti čekanky.[zdroj?]
Hoste a kol. demonstrovali v roce 2006 možný antiparazitní účinek čekanky proti hlísticím přežvýkavců. Zkrmování čekanky ovcím či spárkaté zvěři v experimentální studii výrazně redukovalo infekci plicnivkami a některými zástupci čeledi Trichostrongylidae.

### Kořen

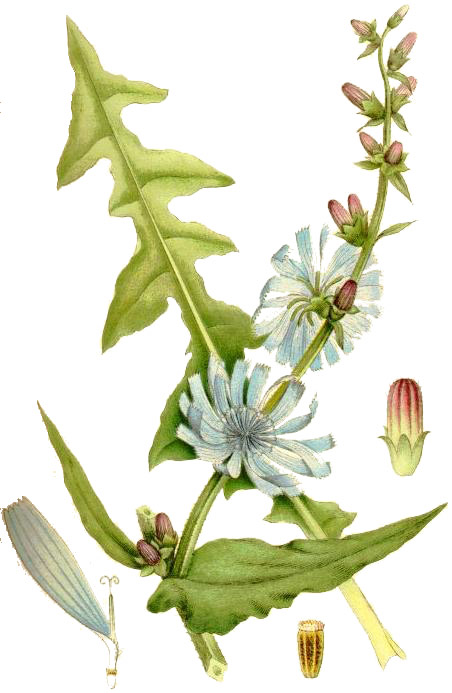
Kresba K. Lindmana

Kořen čekanky je nejvhodnější sbírat brzy na jaře či na podzim předtím, než dojde k přízemním mrazíkům. Po sběru by se měly z kořene pečlivě omýt nánosy půdy. Po očištění se kořen řeže na kousky dlouhé přibližně 15 cm, dále se uloží na stinné, suché a dobře větrané místo, kde se suší při teplotě do 50 °C. Kořen čekanky může dorůstat až do délky 30 cm s průměrem až 15 mm. Z vývaru z nastrouhaného kořene čekanky se dají připravovat nápoje jakožto náhražka v dobách nedostatku kávy (tzv. melta).

### Květ
Nejlepší dobou pro sběr květů je slunečné dopoledne, kdy je květ plně rozvitý.

### Včelařství
Čekanka je výborná nektarodárná a pylodárná bylina. Její nektar je namodralý a květu čekanky jej vyprodukuje za 24 hodin 0,36 mg. Jeho cukernatost je 38 %. Cukerná hodnota, tedy množství cukru vyprodukovaného v květu za 24 hodin, je 0,13 mg. Rostlina včelám poskytuje značné množství pylu, který včely rouskují do světle šedých rousek. Druhový med čekanky je velmi vzácný. Je světle žlutý, s příjemnou chutí a vůní připomínající slunečnicový med. Krystalizuje do hrubých krystalů. Obvykle však bývá med z čekanky součástí letních smíšených medů.